# Honorat d'Arle
Honorat d'Arle - també Honoré, de vegades Honorius, Honortus- (ca. 350 - 429) va ser un bisbe d'Arle, venerat com a sant per catòlics i ortodoxos. Va ser objecte d'especial veneració a la Provença i zones properes, i Arle i Lerins van esdevenir centres de pelegrinatge. Un monjo de Lerins, Raimon Feraud, va compondre cap al 1300 en occità una Vida de Sant Honorat que va tenir una gran difusió i traduccions en altres llengües, com el català o el francès. El seu contingut, però, és fabulós i llegendari.
No se sap del cert on va néixer (diferents fonts esmenten Trèveris, el nord de la Gàl·lia o Pertús, a la Provença). Sembla que pertanyia a una família acomodada, pagana. Convertit al cristianisme, es va retirar, juntament amb el seu germà Venanci, a l'illa de Lerina, davant Canes, per fer-hi vida eremítica, imitant Caprasi de Lerins, que ja hi vivia.
Tots tres van embarcar a Marsella per anar a visitar els sants llocs de Palestina i els monestirs de Síria i Egipte, cap al 368. Venanci morí sobtadament a Methone (Acaia) i Honorat no va continuar el viatge; va tornar per Itàlia, passant per Roma. En arribar a la Provença, i encoratjat pel bisbe Lleonci de Frejus, va tornar a instal·lar-se a l'illa de Lerina, llavors deserta, per tal de viure-hi en solitud fent vida eremítica.
En poc temps, van agrupar-se al voltant seu nombrosos deixebles que volien imitar-lo, entre els quals: Llop de Troyes, Euqueri de Lió o Hilari d'Arle. Llavors, entre 400 i 410, va fundar un monestir, l'Abadia de Lerins, un dels primers monestirs d'Occident, que va assolir gran fama i d'on van sorgir un gran nombre de bisbes i autors eclesiàstics, especialment als segles V i VI.
La fama de santedat d'Honorat va fer que en 426, en haver estat assassinat el bisbe Patrocle d'Arle, ell fos l'elegit per a substituir-lo. Honorat va prendre possessió en un moment que la diòcesi tenia greus conflictes amb els arrians i els maniqueus, els quals intentaven imposar les seves idees. La gestió d'Honorat va fer que es tornés a l'ortodòxia; mentrestant, continuava dirigint des d'Arle els assumptes del monestir de Lerins.
Va morir als braços del seu deixeble i successor com a bisbe Hilari d'Arle. Les seves obres no s'han conservat, ni la regla que va donar als monjos de Lerins.

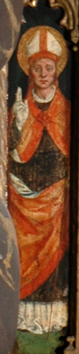
Sant Honorat
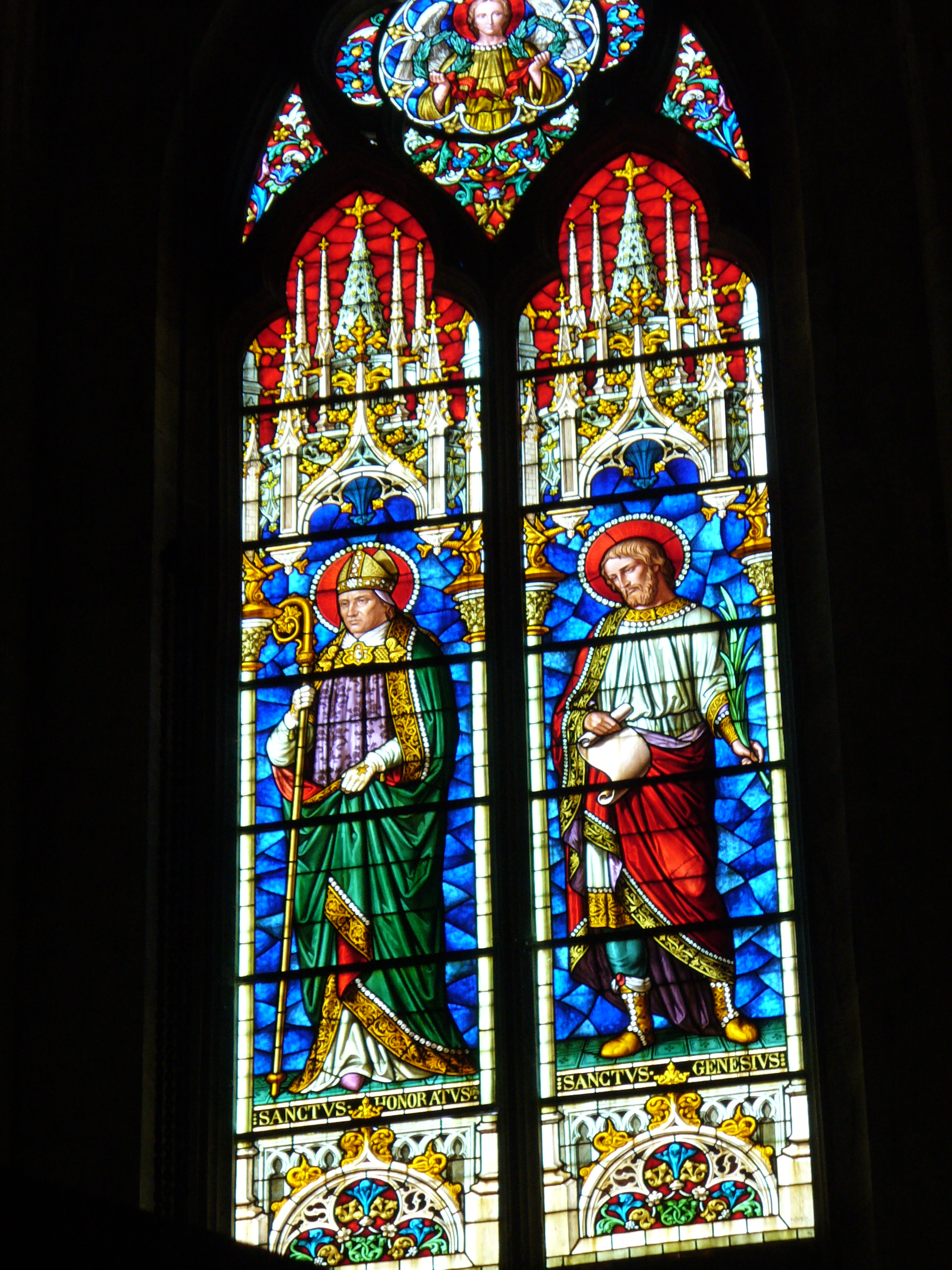
Vitrall amb el sant, a l'esquerra (Arle, Sant Tròfim); a la dreta es veu Sant Genís
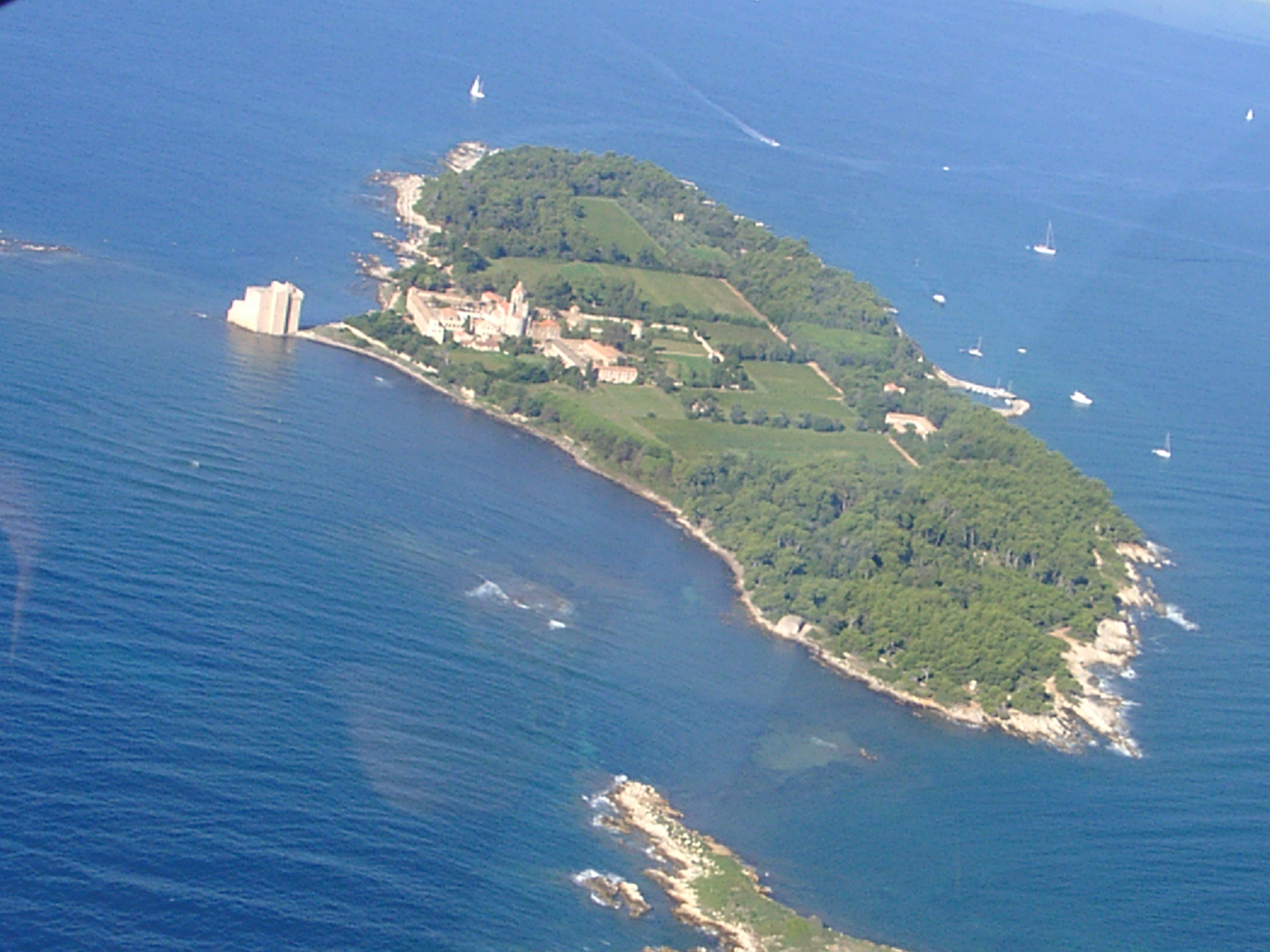
Illa Lerina, avui de Sant Honorat, amb el monestir fundat pel sant
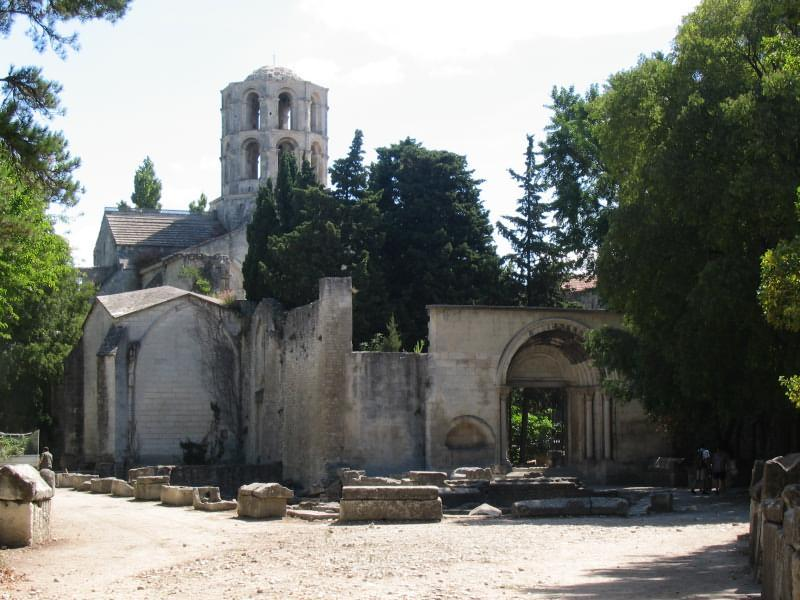
Església de Sant Honorat dels Aliscamps (Arle)
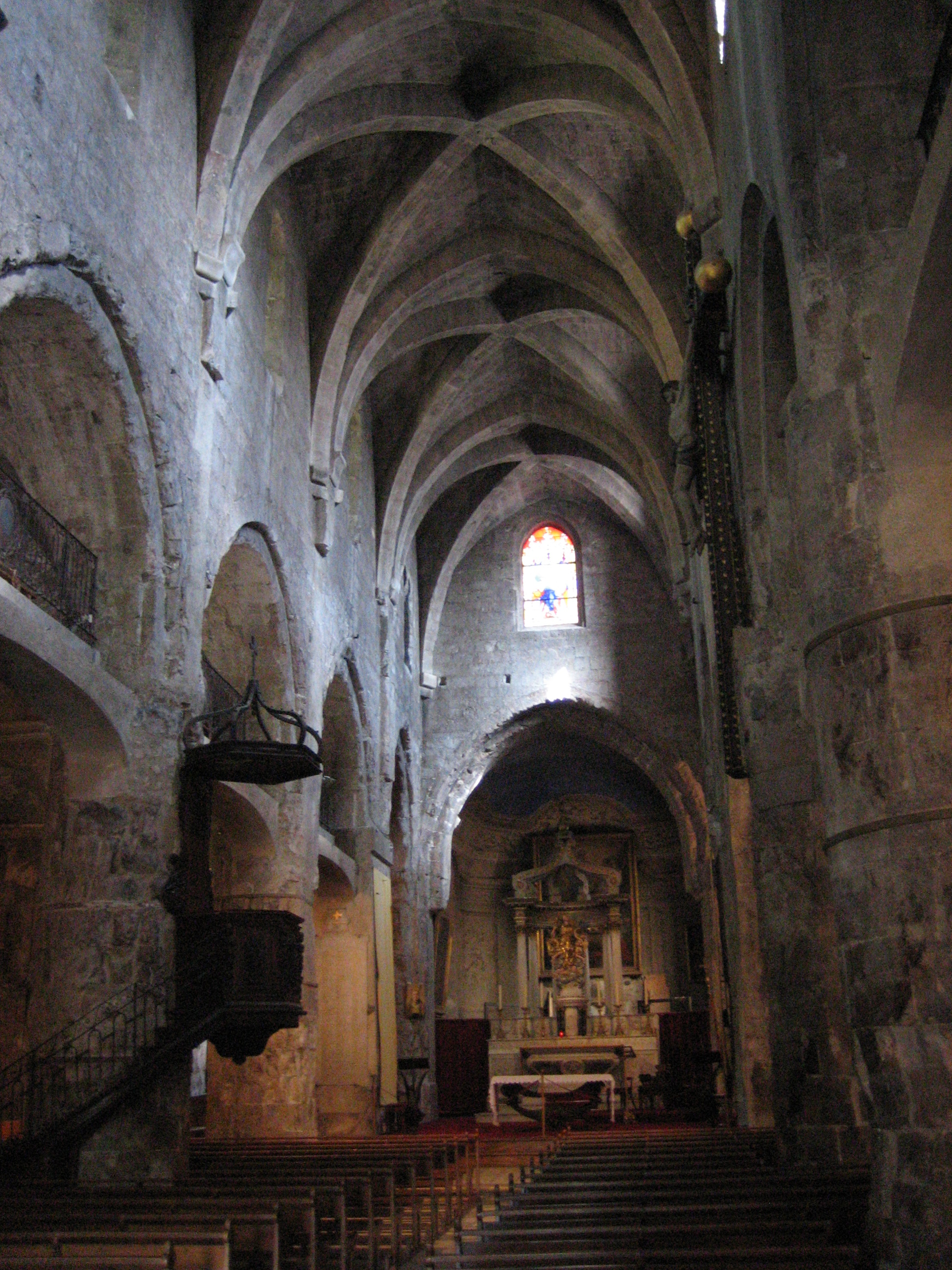
Catedral de Grasse
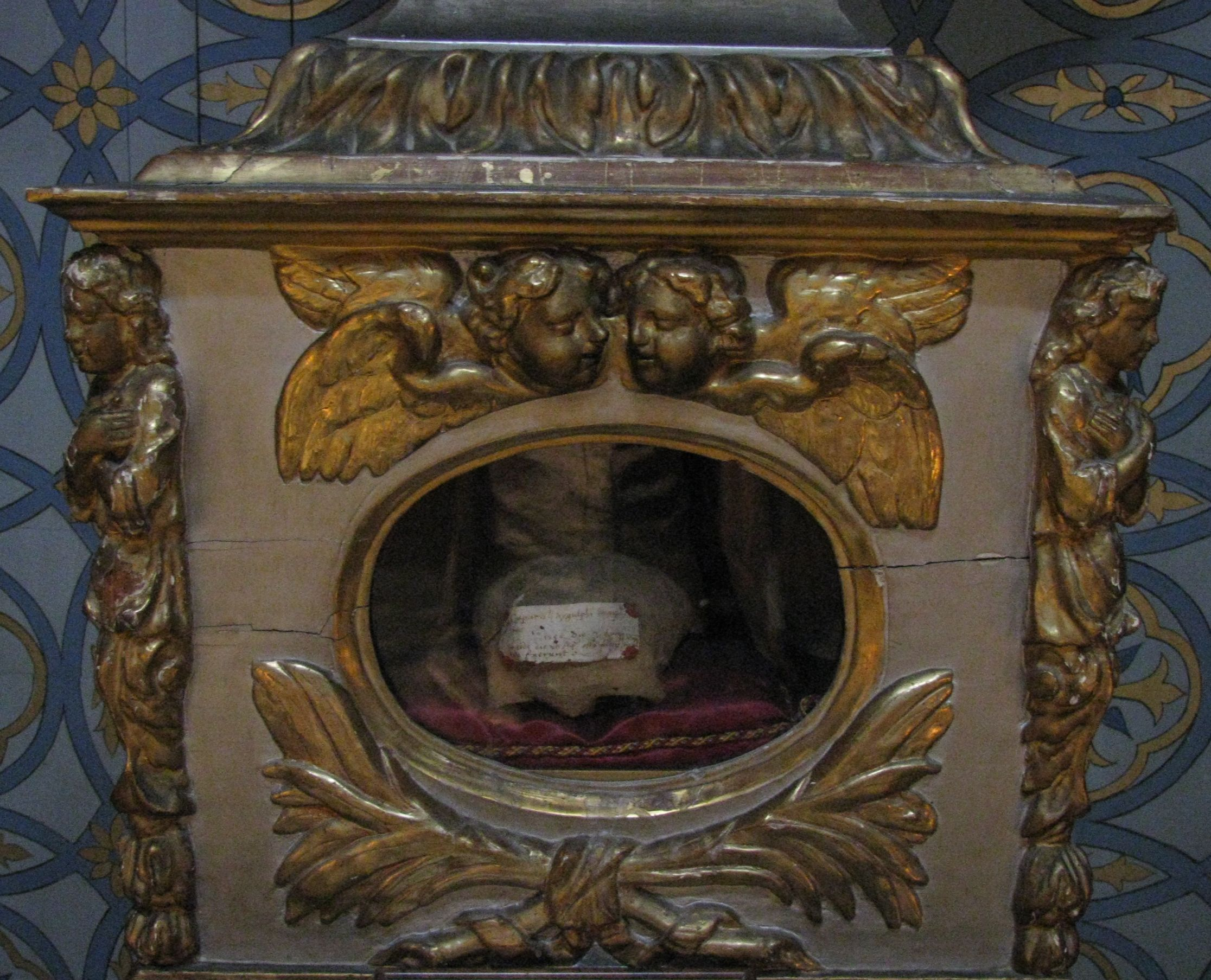
Relíquies del sant a la catedral de Grasse